# Baiyishenzhou
Baiyishenzhou is een zeer oud Chinees-boeddhistisch gebed aan de bodhisattva Guanyin. Het gebed wordt gebruikt door mensen die geloven in het Chinees boeddhisme en de Chinese volksreligie. Guanyin is een wezen in het boeddhisme dat staat voor mededogen en compassie. Het gebed kan voor diverse redenen gebruikt worden. Voorbeelden zijn het genezen van ziektes waarbij medicijnen niet meer helpen, het krijgen van een zoon, het afwenden van ongeluk en een zeer hoge leeftijd bereiken.
Er bestaan vele wonderverhalen die na het bidden van Baiyishenzhou zijn gebeurd. Bij het adrukken van dit gebed in boekjes en op gebedsprenten worden meestal ook de wonderverhalen erbij gedrukt.
Het gebed is in hanzi, maar het middelste gedeelte ervan is een fonetische weergave van het Sanskriet naar het hanzi.

## Gebruiken
Het bidden van dit gebed kent een bijzondere traditie. Dat is dat je een wens mag uitspreken als je totaal 10.200 dit gebed hebt gebeden. Om de tel niet kwijt te raken bevatten gebedsprenten van Baiyishenzhou altijd een cirkelschema. Op dit gedeelte van het papier staan vijftig kleine cirkeltjes op rijen achter elkaar. De meestvoorkomende methode is dat er 600 cirkeltjes zijn. Als je 20 keer dit gebed hebt gebeden, mag je een cirkeltje met een roodkleurig schrijfmateriaal kleuren. Als je alles cirkeltjes hebt rood gekleurd, betekent het dat je 12.000 keer hebt gebeden. Het papier met de cirkeltjes moet men verbranden en de wens mag worden uitgesproken. Het as van het verbrande papier moet men in een stromende riviert gooien. Vervolgens moet men dit gebed 1.200 keer afdrukken op papier. De wens zal volgens gelovigen dan uitkomen.
Bij het bidden van dit gebed hoort men eerst de handen te wassen, wierookstokjes aan te steken, voor het beeld van Guanyin de koutou uitvoeren en vervolgens moet men drie keer de koutou en drie keer de mantra van Guanyin opzeggen. Daarna begint men met het bidden van dit gebed. Er wordt aangeraden om dit elke dag te doen. Na het bidden van het gebed in één of meerdere keren, zegt men het slotgebed drie keer op.
Baiyishenzhou zijn in vrijwel elke Chinese tempel en Chinees-boeddhistische tempel te vinden. Omdat het gebed vrij kort is, worden bij het drukken van Baiyishenzhou in boekjesvorm, meestal ook de Hartsoetra en de Nilakantha dharani in het boekje opgenomen.

## Mantra die drie keer achterelkaar wordt opgezegd
南無大慈大悲救苦救難廣大靈感觀世音菩薩 (betekent: Ik zoek de toevlucht tot mededogende en grote spirituele Guanyin bodhisattva die de verbitterden en de slachtoffers redt.)

## Gebed
南無佛。南無法。南無僧。

南無救苦救難觀世音菩薩。

怛垤哆。唵。伽囉伐哆。伽囉伐哆。伽訶佛哆。 囉伽佛哆。 囉伽佛哆。娑婆訶。

天羅神。地羅神。人離難。難離身。一切災殃化為塵。

南無摩訶般若波羅蜜。 

### Vertaling
Ik zoek de toevlucht tot de Boeddha, de dharma en de sangha. 

Ik zoek de toevlucht tot Guanyin bodhisattva die de verbitterden en de slachtoffers redt. 

Danzhiduo. Om. Galuofaduo. Galuofaduo. Gahefoduo. Luogafoduo. Luogafoduo. Svaha. 

De hemelse spirituele wezens en de aardse spirituele wezens. De mens ontwijkt de rampen. De rampen ontwijken het lichaam. Moge alle rampspoed veranderen in stof. 

Ik zoek de toevlucht tot de Prajna Paramita.

### Pinyin
nā mó fó，nā mó fǎ，nā mó sēng。

nā mó jiù kǔ jiù nàn guān shì yīn pú sà。

dá zhí duō，ōng。qié là fá duō，qié là fá duō；qié hē fá duō；là qié fá duō，là qié fá duō，suō pó hē。

tiān luó shén，dì luó shén，rén lí nàn，nàn lí shēn，yí qiè zāi yāng huà wéi chén。

nā mó mó hē bō rě bō luó mì。

## Slotgebed dat drie keer achterelkaar wordt opgezegd
愿消三障诸烦恼 

愿得智慧真明了 

普愿罪障悉消除 

世世常行菩萨道

### Vertaling
Moge alle anusaya/hoofdpijn verdwijnen 

Moge ik de wijsheid mij helder worden 

Moge alle begane fouten vergeven worden 

Het bodhisattvapad zal elk leven bewandeld worden